# Lill-Kurken
Lill-Kurken är en sjö i Jokkmokks kommun i Lappland och ingår i Luleälvens huvudavrinningsområde. Sjön har en area på 0,198 kvadratkilometer och ligger 381,1 meter över havet. Sjön avvattnas av vattendraget Kurkbäcken.

## Delavrinningsområde
Lill-Kurken ingår i det delavrinningsområde (736214-167829) som SMHI kallar för Mynnar i Kvarnbäcken. Medelhöjden är 412 meter över havet och ytan är 20,21 kvadratkilometer. Det finns inga avrinningsområden uppströms utan avrinningsområdet är högsta punkten. Kurkbäcken som avvattnar avrinningsområdet har biflödesordning 5, vilket innebär att vattnet flödar genom totalt 5 vattendrag innan det når havet efter 251 kilometer. Avrinningsområdet består mestadels av skog (72 procent) och sankmarker (21 procent). Avrinningsområdet har 1,17 kvadratkilometer vattenytor vilket ger det en sjöprocent på 5,8 procent.